# Джонсон, Кибве
Кибве Рашид Джонсон (англ. Kibwé Rasheid Johnson; род. 17 июля 1981, Сан-Франциско, Калифорния) — американский легкоатлет, специалист по метанию молота. Выступал за сборную США по лёгкой атлетике в 2007—2017 годах, двукратный чемпион Панамериканских игр, победитель и призёр первенств национального значения, участник двух летних Олимпийских игр.

## Биография
Кибве Джонсон родился 17 июля 1981 года в Сан-Франциско, Калифорния.
Изначально специализировался на метании диска, но позже во время учёбы в Университете Джорджии стал больше склоняться к метанию молота.
На олимпийском национальном отборочном турнире 2004 года пробовал себя одновременно в метании диска и молота — занял в этих дисциплинах 8-е и 19-е места соответственно.
Впервые заявил о себе на международном уровне в сезоне 2007 года, когда вошёл в состав американской национальной сборной и выступил на Панамериканских играх в Рио-де-Жанейро — завоевал серебряную медаль, уступив только канадцу Джиму Стейси. Также отметился выступлением на чемпионате мира в Осаке, но здесь провалил все три свои попытки на предварительном квалификационном этапе.
В 2008 году одержал победу на чемпионате США в помещении в Бостоне, в то время как на олимпийском отборочном турнире выступил неудачно. Из-за этой неудачи Джонсон решил полностью изменить свой тренировочный процесс и начиная с этого времени стал сотрудничать с выходцем из СССР Анатолием Бондарчуком.
В 2011 году был лучшим на чемпионате США в Юджине и на Панамериканских играх в Гвадалахаре, тогда как на чемпионате мира в Тэгу в финал не вышел.
Благодаря победе на олимпийском отборочном турнире в Юджине удостоился права защищать честь страны на летних Олимпийских играх 2012 года в Лондоне — в финале метания молота показал результат 74,95 метра, расположившись в итоговом протоколе соревнований на девятой строке.
Побеждал на чемпионатах США 2014 и 2015 годов, превзошёл всех соперников на Панамериканских играх в Торонто, участвовал в чемпионате мира в Пекине.
На Олимпийских играх 2016 года в Рио-де-Жанейро на предварительном квалификационном этапе метания молота провалил все три попытки.
Последний раз представлял США на международной арене в сезоне 2017 года, когда выступил на чемпионате мира в Лондоне.